# フレデリク・モンテナール
フレデリク・モンテナール（Frédéric Montenard、1849年5月17日 - 1926年2月11日）はフランスの画家である。風景画や海洋画を描いた。

## 略歴
パリで生まれた。家族はプロヴァンスの出身で、叔父に彫刻家のジャン＝バティスト・ジロー(Jean-Baptiste Giraud:1752–1830)がいる。
エコール・デ・ボザールでピエール・ピュヴィス・ド・シャヴァンヌに学んだ。1872年に初めてサロン・ド・パリに風景画、海洋画を出展した。1873年に同僚の画家のギュスターヴ・ガロー(Gustave Garaud:1844-1914)とオクターヴ・ギャラン(Octave Gallian:1855-1918)と、軍港の街トゥーロンにスタジオを開いた。1878年にはw若い画家のウジェーヌ・ドーファン(Eugene Dauphin:1857-1930)もスタジオに加わった。
1883年にはフランス政府に作品2点が買い上げられ、1889年のパリ万国博覧会の展覧会に出展し、金賞を受賞した。
1890年にシャヴァンヌらの設立した国民美術協会の再建に貢献し、1890年にレジオンドヌール勲章（シュバリエ）を受勲した。ブラジルからフランスに留学してきた画家のジョヴァンニ・バッティスタ・カスタニェートをフランソワ・ナルディとともに指導した。トゥーロンの美術学校（École supérieure d'art Toulon Provence Méditerranée）でも教えた。
1892年以降は大西洋の海洋を描くのをやめ、家族の出身地のプロヴァンスの風景や、村の生活を描くようになった。1894年4にマルセイユの芸術宮殿(Palais des Arts)の壁画を描く仕事を依頼された。有名な画家の作品を飾っていることで知られるパリのレストラン「ル・トラン・ブルー」(Le Train Bleu)のためにも2点の作品を描いた。
第一次世界大戦後はプロヴァンス、ヴァール県の父親の建てた邸で暮らした。

## 作品

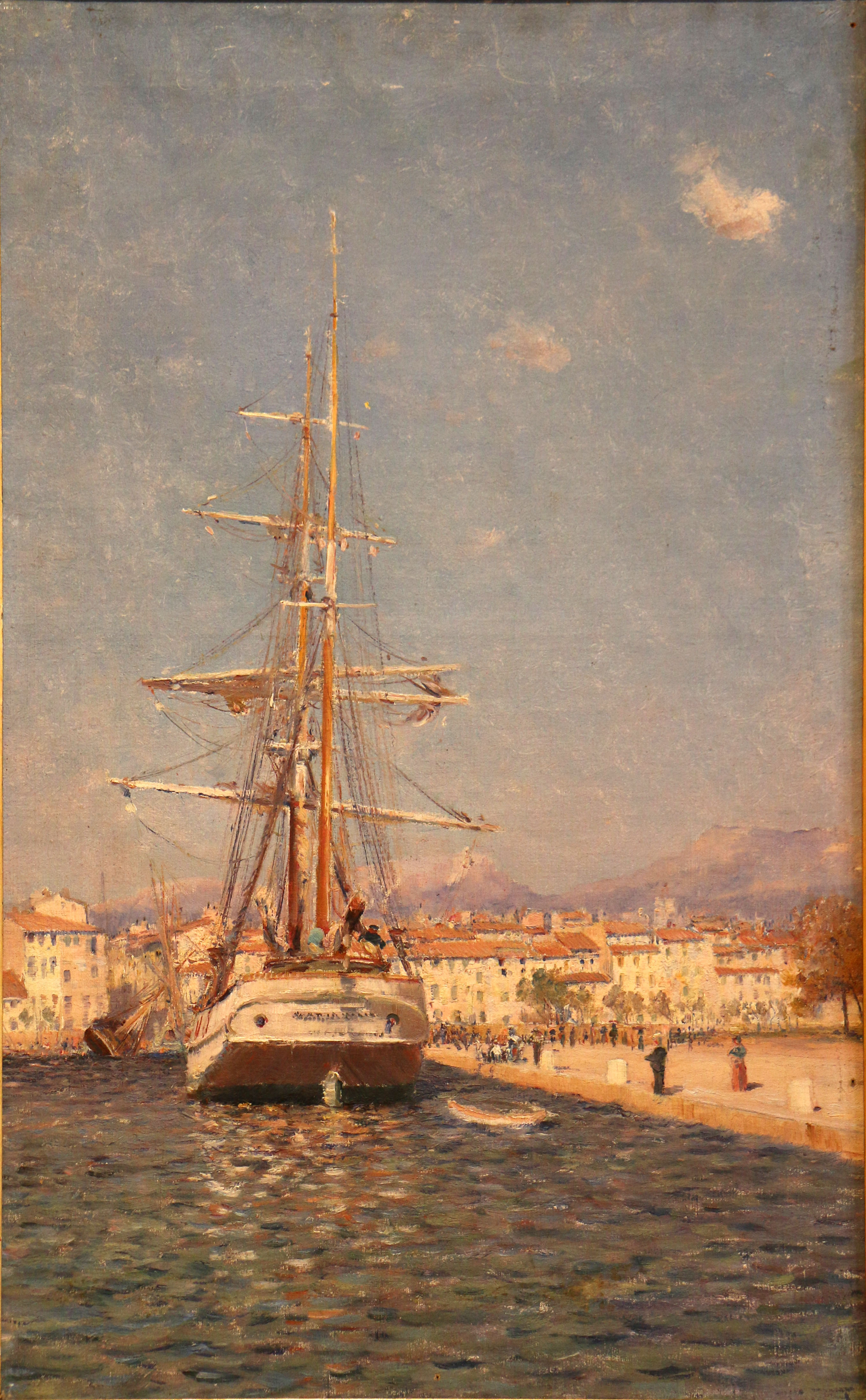
「トゥーロン港」
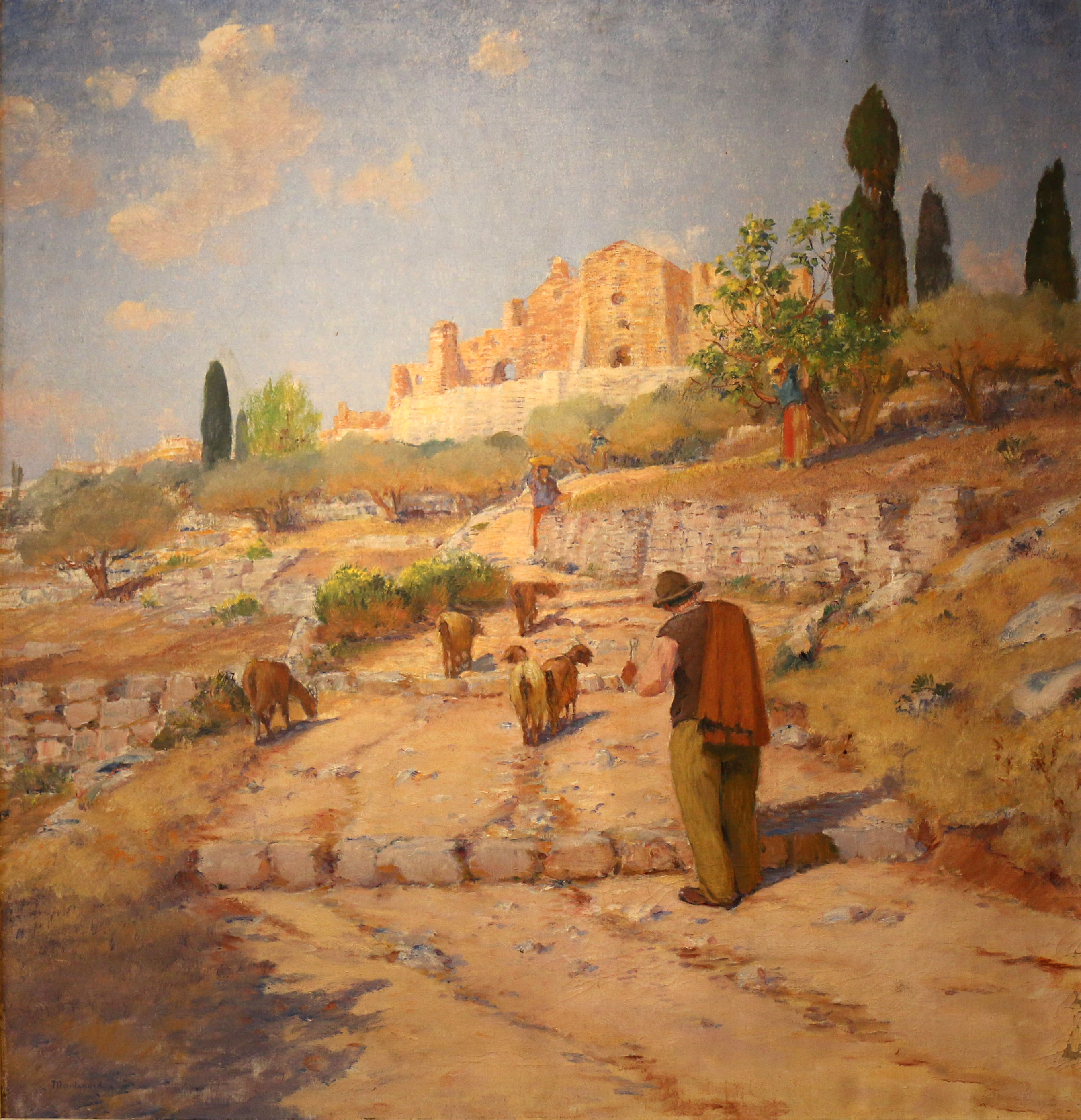
シュヴリエ
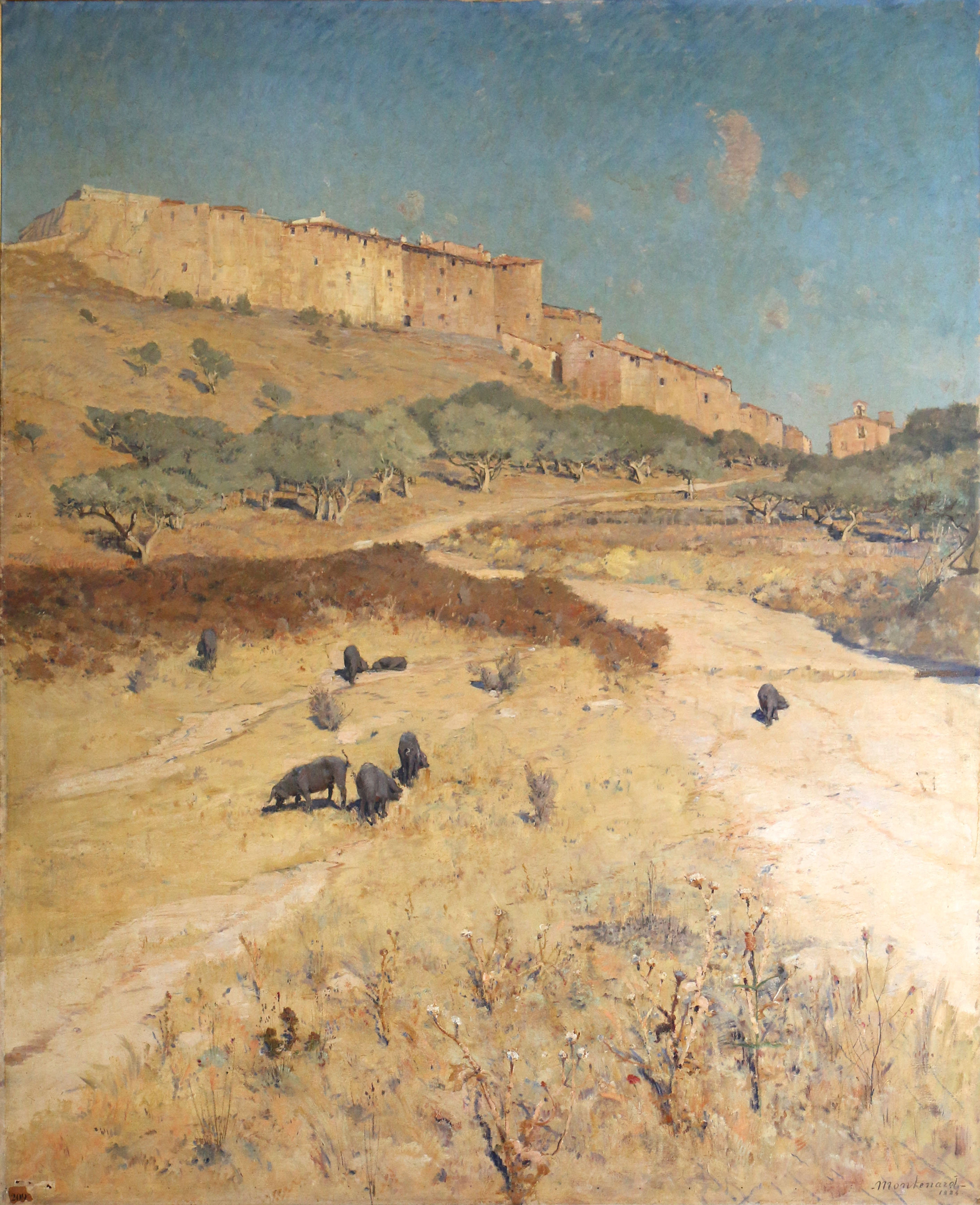
シス＝フール＝レ＝プラージュの風景
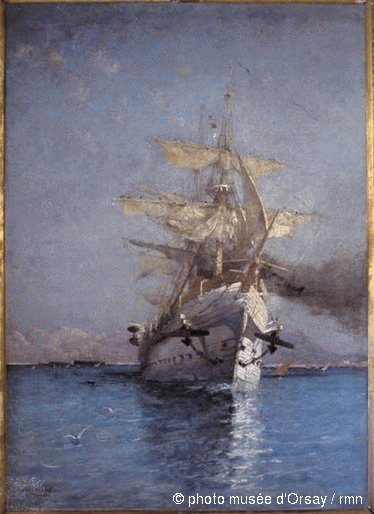
輸送船 "La Corrèze" の出航

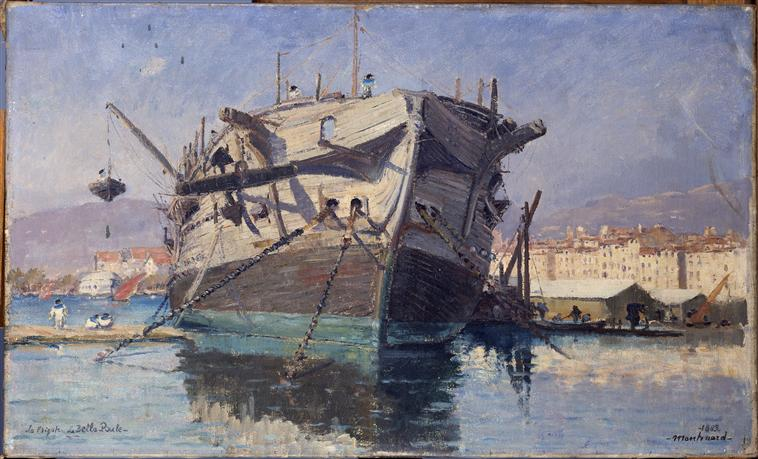
フリゲート艦、"Belle Poule"
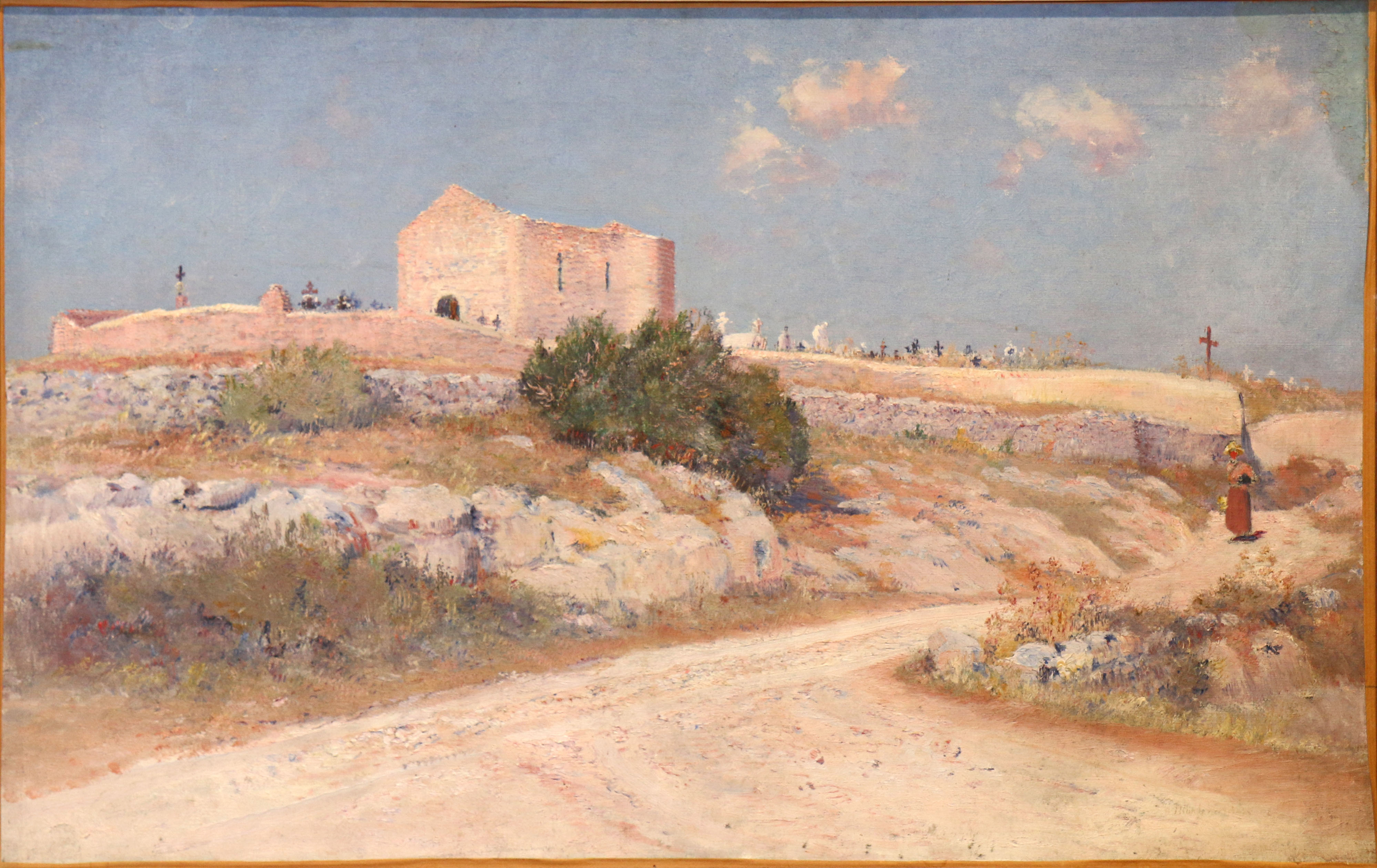
ベッセの墓地
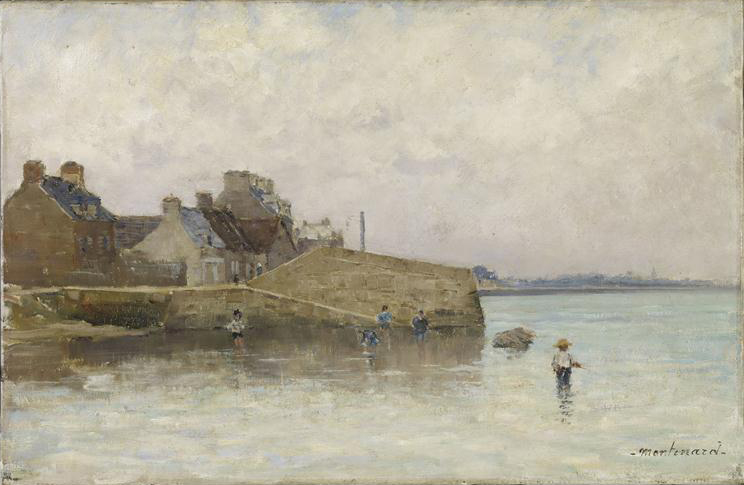

## 関連文献
- Louise Gaggini et al., Le Train Bleu, Edition Presse Lois Unis Service, Paris, 1990 ISBN 2-908557-01-0
- Anonyme, "Biographie de Frédéric Montenard, (1849-1926)", Journal du centenaire de l'église de la rue Ampère, 1913-2013